# 함평나비휴게소
함평나비휴게소(咸平나비休憩所, Hampyeong Nabi Service Area)는 전라남도 함평군 엄다면에 위치한 무안광주고속도로의 고속도로 휴게소이다. 양방향 모두 휴게소가 존재한다.

## 시설
- 화장실
- 주유소:알뜰주유소
- LPG 충전소:SK가스(무안방향) E1 LPG(광주 방향)
- 식당
- 현금 자동 입출금기
- 주차장
- 매점

## 전후
- 함평 분기점→함평나비휴게소→동함평 나들목
- 고속도로 시점→함평나비휴게소→고속도로 종점